# Dundee United Football Club 2018-2019
Questa voce raccoglie le informazioni riguardanti il Dundee United Football Club nelle competizioni ufficiali della stagione 2018-2019.

## Stagione
- In Scottish Championship il Dundee United si classifica al 2º posto (65 punti), dietro al Ross County e davanti a Inverness e Ayr United. Ai play-off supera le semifinali battendo l'Inverness (4-0), poi perde la finale contro il St. Mirren (1-1 complessivo e poi 0-2 ai rigori).
- In Scottish Cup viene eliminato ai quarti di finale dall'Inverness (1-2).
- In Scottish League Cup non supera la fase a gironi, classificandosi quarto nel gruppo A dietro a Ross County, Arbroath e Alloa Athletic.

## Maglie e sponsor
| Casa | Trasferta |

## Rosa
Rosa aggiornata al 31 gennaio 2019.
| N. |                       | Ruolo | Calciatore              |
| -- | --------------------- | ----- | ----------------------- |
| 1  | Svizzera (bandiera)   | P     | Benjamin Siegrist       |
| 2  | Scozia (bandiera)     | D     | Stewart Murdoch         |
| 3  | Scozia (bandiera)     | D     | Callum Booth            |
| 4  | Belgio (bandiera)     | D     | Frédéric Frans          |
| 5  | Irlanda (bandiera)    | C     | Adam Barton             |
| 6  | Scozia (bandiera)     | D     | Lewis Toshney           |
| 7  | Scozia (bandiera)     | C     | Paul McMullan           |
| 8  | Scozia (bandiera)     | C     | Fraser Fyvie (capitano) |
| 9  | Svezia (bandiera)     | A     | Osman Sow               |
| 10 | Scozia (bandiera)     | A     | Nicky Clark             |
| 11 | Scozia (bandiera)     | C     | Billy King              |
| 12 | Scozia (bandiera)     | C     | Sam Stanton             |
| 13 | Senegal (bandiera)    | C     | Morgaro Gomis           |
| 14 | Slovacchia (bandiera) | A     | Pavol Šafranko          |
| 15 | Scozia (bandiera)     | C     | Aidan Nesbitt           |
| 16 | Scozia (bandiera)     | A     | Matty Smith             |

| N. |                           | Ruolo | Calciatore         |
| -- | ------------------------- | ----- | ------------------ |
| 17 | Scozia (bandiera)         | D     | Jamie Robson       |
| 18 | Inghilterra (bandiera)    | D     | Calum Butcher      |
| 19 | Algeria (bandiera)        | D     | Rachid Bouhenna    |
| 20 | Austria (bandiera)        | C     | Christoph Rabitsch |
| 21 | Turchia (bandiera)        | P     | Deniz Doğan Mehmet |
| 22 | Scozia (bandiera)         | C     | Sam Wardrop        |
| 24 | Francia (bandiera)        | D     | William Edjenguélé |
| 25 | Scozia (bandiera)         | A     | Cammy Smith        |
| 30 | Scozia (bandiera)         | D     | Mark Reynolds      |
| 33 | Canada (bandiera)         | C     | Fraser Aird        |
| 34 | Slovacchia (bandiera)     | P     | Matej Rakovan      |
| 44 | Scozia (bandiera)         | D     | Paul Watson        |
| 47 | Stati Uniti (bandiera)    | C     | Ian Harkes         |
| 50 | Scozia (bandiera)         | C     | Peter Pawlett      |
| 90 | Rep. del Congo (bandiera) | A     | Yannick Loemba     |